# Armia Zielonej Flagi
Armia Zielonej Flagi (chiń. upr. 绿营; chiń. trad. 綠營; pinyin Lǜyíng) – złożona z Chińczyków Han armia zorganizowana na wzór chorągwialny, istniejąca w czasach dynastii Qing. Pełniła rolę sił policyjnych. W jej skład wchodzili potomkowie żołnierzy, którzy w 1644 roku zdradzili Mingów i przeszli na stronę Mandżurów.
Korpus oficerski składał się zarówno z Mandżurów jak i Chińczyków, szeregowi żołnierze byli wyłącznie pochodzenia chińskiego, zawód żołnierza zazwyczaj dziedzicząc po ojcu. Oddziały Armii Zielonej Flagi rozlokowane były w prowincjach, według pochodzenia żołnierzy, i podporządkowane władzom lokalnym.